# Anna Scher Theatre School
L'Anna Scher Theatre School è una scuola di teatro con sede a Islington, a nord di Londra. È stata fondata nel 1968.

## Storia
Nel 1968 Anna Scher istituì un doposcuola nella scuola elementare di Islington; ai primi corsi parteciparono anche Pauline Quirke, Linda Robson e Ray Burdis. Nel 1970 la Scher aveva circa cinquemila mila alunni in lista d'attesa, così, nel 1975, decise di spostare la sede a Barnsbury, in una charity.
Nel 1999 Scher ebbe problemi di depressione, perciò decise di ridurre il numero di corsi per riuscire a guarire. Nel 2003 fu richiesto alla Scher di riprendere il lavoro; inizialmente lei accettò, ma poco dopo si ritirò nuovamente. Alla Scher non fu più permesso di rivestire il ruolo di direttrice del teatro, nonostante la decisione di alcune attrici e di politici di condurre una campagna a suo favore. Tra il 2004 e il 2005 il resto dello staff della scuola ne istituì una nuova, ma la Scher continuò a lavorare nella sua. Le lezioni sono attualmente tenute dalla Scher e da Bernie Burdis. La scuola si è fatta conoscere in quasi tutto il mondo: infatti Anna Scher andò in Sudafrica, Irlanda del Nord, Bosnia e Medio Oriente, spinta dalla sua passione nel dare aiuto ai bambini nelle zone di guerra.
Alcune serie televisive e programmi, anche radiofonici, si sono ispirati al metodo della Scher, non solo in Regno Unito, ma anche in Danimarca, Germania e Finlandia. La Scher e la sua scuola hanno ricevuto il Premio Giappone.